# 강신중학교
강신중학교(江信中學校)는 대한민국 서울특별시 양천구 신월동에 있는 공립 중학교이다.

## 학교 연혁
- 1988년 12월 24일 : 강신중학교 설립 인가(39학급)
- 1989년 2월 14일 : 제1학년 13학급(남 8, 여 5) 배정
- 1989년 3월 1일 : 초대 이옥순 교장 취임
- 1989년 4월 6일 : 강신중학교 개교식
- 1992년 1월 13일 : 제1회 졸업식(695명)
- 2012년 2월 29일 : 2010-2011 저작권교육 연구학교 운영
- 2023년 2월 4일 : 제32회 졸업식(11학급 285명)
- 2023년 3월 2일 : 제12대 최정환 교장 취임
- 2023년 3월 2일 : 제35회 입학식(11학급 299명)

## 참고 자료
- 강신중학교 - 한국교육학술정보원 학교알리미